# Comté d'Inverness (Écosse)
Pour les articles homonymes, voir Comté d'Inverness.
Le comté d'Inverness est un ancien comté et une région de lieutenance du nord de l'Écosse, dont la capitale est Inverness.